# 马尔科·鲁道夫
马尔科·鲁道夫（德語：Marco Rudolph，1970年5月22日—），生于齐陶，德国男子拳击运动员。他曾代表德国参加1992年夏季奥林匹克运动会拳击比赛，获得男子60公斤级银牌。